# Gabriel Attal
Gabriel Nissim Attal de Couriss (AFI: ɡabʁijɛl atal; Clamart, 16 marzo 1989) è un politico francese, Primo Ministro della Repubblica Francese dal 9 gennaio al 5 settembre 2024. In precedenza, è stato portavoce del Governo Castex dal 2020 al 2022 e ministro dell'educazione nazionale e della gioventù nel Governo Borne fra il 2023 e il 2024.

## Biografia

### Giovinezza e studi
Nato a Clamart nel 1989, Attal è cresciuto a Parigi insieme alle sue tre sorelle. Suo padre, Yves Attal (morto nel 2015), era un avvocato e produttore cinematografico di origine ebrea tunisina, mentre sua madre, Marie de Couriss, lavorava in una società di produzione cinematografica ed era discendente di cristiani ortodossi provenienti da Odessa.
Dopo aver studiato all'École alsacienne, istituto privato con sede nel VI arrondissement di Parigi, ha frequentato dal 2007 al 2013 l'Istituto di studi politici di Parigi (Sciences Po), dove ha conseguito il Master in Affari pubblici. In contemporanea, dal 2008 al 2011, ha frequentato l'Università di Parigi Panthéon-Assas, dove ha studiato giurisprudenza senza però conseguire la laurea. 

### Carriera politica
L'attività politica di Attal è iniziata nel 2006, quando prese parte alle manifestazioni di piazza contro il disegno di legge per l'istituzione del Contrat première embauche (CPE), proposto dal governo de Villepin. Poco dopo, si è iscritto al Partito Socialista, e ha ufficialmente sostenuto la candidatura di Ségolène Royal alle elezioni presidenziali del 2007.
Dopo aver collaborato con Marisol Touraine durante la campagna elettorale per le elezioni presidenziali del 2012, dal 2012 al 2017 ha lavorato come responsabile delle relazioni con il Parlamento e consulente per il Ministero della salute durante la presidenza di François Hollande.
Nel 2014 è stato eletto consigliere del comune di Vanves nella lista del Partito Socialista, diventando in seguito capo dell'opposizione alla giunta.
Nel 2016 Attal ha lasciato il Partito Socialista per unirsi al partito centrista En Marche, guidato da Emmanuel Macron. Quindi, l'anno successivo, si è candidato come deputato all'Assemblea nazionale per la 10ª circoscrizione degli Hauts-de-Seine alle elezioni legislative di quell'anno, tra le file di La République En Marche, venendo eletto al secondo turno con il 60,9% dei voti. Ha quindi iniziato la sua carriera da parlamentare entrando nella Commissione Cultura e Istruzione dell'Assemblea nazionale, per poi partecipare alla stesura di una proposta di legge sulla riforma dell'istruzione universitaria, e infine essere nominato portavoce di LREM nel gennaio del 2018.
Il 16 ottobre 2018, a 29 anni, Attal è stato nominato Segretario di Stato al Ministero dell'educazione nazionale all'interno del governo Philippe II; è così diventato il membro più giovane del governo francese nella storia della Quinta Repubblica. Nello stesso anno, però, ha ricevuto diverse critiche per i suoi commenti relativi allo sciopero dei dipendenti di SNCF Réseau e alle proteste degli studenti contro la riforma dell'istruzione.
Il 6 luglio 2020, Attal è stato nominato portavoce di governo dal neo primo ministro Jean Castex, acquisendo particolare popolarità durante il periodo della pandemia di COVID-19 e ricoprendo l'incarico fino al 2022; il 20 maggio dello stesso anno, in seguito alla formazione del governo Borne, è diventato ministro delegato incaricato dei conti pubblici. Alle elezioni legislative del giugno seguente, si è ri-candidato come deputato all'Assemblea nazionale, sempre nella stessa circoscrizione, venendo eletto al secondo turno, con il 59,8% dei voti.
In seguito a un rimpasto di governo deciso dal Presidente Macron, il 20 luglio 2023 Attal è stato nominato Ministro dell'Educazione nazionale e della gioventù nel nuovo governo di Élisabeth Borne, succedendo a Pap Ndiaye. Nel periodo in cui ha ricoperto tale incarico, si è distinto ed è stato criticato soprattutto per la sua decisione di vietare l'uso dell'abaya nelle scuole, oltreché per un'ampia riforma del sistema scolastico nazionale, che prevedeva, fra le altre cose, una completa riorganizzazione delle scuole medie e l'introduzione delle divise scolastiche.
Il 9 gennaio 2024, in seguito alle dimissioni di Borne, Attal è stato nominato come nuovo Primo ministro francese dal Presidente Emmanuel Macron. A 34 anni, è diventato così il capo di governo più giovane nella storia della Quinta Repubblica, superando il precedente record di Laurent Fabius, nonché il primo dichiaratamente omosessuale. Ha giurato e si è insediato ufficialmente a Palazzo Matignon due giorni dopo, in seguito alla formazione del suo governo. Uno dei suoi primi compiti da Primo ministro è stata la gestione delle trattative con i sindacati degli agricoltori francesi, in seguito alle proteste della categoria contro alcune politiche nazionali ed europee sull'agricoltura.
Alle elezioni legislative del 2024, tenutesi il 30 giugno e il 7 luglio, Attal si è candidato come deputato all'Assemblea nazionale per la terza volta, sempre nella stessa circoscrizione, venendo quindi eletto al secondo turno, con il 58,2% dei voti. L'8 luglio seguente, ha ufficialmente presentato le proprie dimissioni dall'incarico di Primo ministro al Presidente Macron, esprimendo la propria intenzione di restare in carica solo per gli affari correnti, compresa l'organizzazione dei Giochi Olimpici di Parigi. Tuttavia, Macron ha respinto le dimissioni di Attal, in attesa di determinare la nuova maggioranza di governo derivata dal risultato delle elezioni. Il 16 luglio seguente, invece, Macron ha ufficialmente accettato le dimissioni di Attal, anche se il primo ministro è rimasto in carica ad interim per il disbrigo degli affari correnti, fino alla nomina di un nuovo Primo ministro.

## Vita privata
Apertamente omosessuale, nel 2017 si è unito civilmente all'attuale vicepresidente della Commissione europea Stéphane Séjourné, all'epoca eurodeputato. La coppia si è in seguito separata, pur senza darne conferma ufficiale.
Ha dichiarato di essere stato vittima di bullismo omofobico durante l'adolescenza.